# الهروب من الغد (فلم)
الهروب من الغد (بالإنجليزية: Escape from Tomorrow) هو فيلم رعب تم إنتاجه في الولايات المتحدة وصدر سنة 2013م بطولة روي أبرامسوهن.

## الميزانية والإيرادات
كلف الفيلم 650,000 دولار وحقق أرباح تقدر بـ 171,962 دولار.

## وصلات خارجية
- مقالات تستعمل روابط فنية بلا صلة مع ويكي بيانات